# Henrique Arruda Ramos
Henrique Arruda Ramos (Lages, 13 de outubro de 1922 – Florianópolis, 8 de março de 2021) foi um político brasileiro.
Filho de Maria dos Prazeres Arruda Ramos e de Vidal Ramos Neto. Casou com Ely Sousa Ramos.
Foi candidato a deputado estadual à Assembleia Legislativa de Santa Catarina nas eleições de 1962 pelo Partido Social Democrático (PSD), obtendo 12.612 votos, sendo o candidato mais votado de seu partido, sendo convocado para a 5ª Legislatura (1963-1967).